# (2066) Palala
(2066) Palala ist ein Asteroid des Hauptgürtels, der am 4. Juni 1934 vom südafrikanischen Astronomen Cyril V. Jackson in Johannesburg entdeckt wurde.
Der Name des Asteroiden ist vom Fluss Palala, einem Nebenfluss des südafrikanischen Limpopo, abgeleitet.